# Непомнящий, Александр Евгеньевич
Алекса́ндр Евге́ньевич Непо́мнящий (16 февраля 1968, Ковров — 20 апреля 2007, Иваново) — русский поэт, бард, рок-музыкант. Считается одним из знаковых фигур в российской музыкальной контркультуре.
Александр Непомнящий освоил гитару в детстве. Его музыкальная карьера началась в период учёбы на филологическом факультете в Иванове. Творческий путь Непомнящего принято разделять на два основных периода. Ранний период характеризовался левыми взглядами с неопределённым отношением к богу или с мотивами богооствленничества. Поздний период, начавшийся с выхода альбома «Полюс», связывают с его обращением к православию и патриотической тематике. В этот период мировоззрение музыканта претерпело значительные изменения: он пересмотрел своё отношение к религии в положительную сторону, разочаровался в деятельности Национал-большевистской партии и позже начал получать второе, богословское образование. Однако не сумев его завершить, ему диагностировали глиобластому➤ из-за чего он даже не успел записать до конца свой последний альбом и вскоре скончался.

## Биография

### Детство
Александр Непомнящий родился в Коврове 16 февраля 1968 года. По собственным воспоминаниям, в детстве «косил под вундеркинда» — знал столицы всех стран, информацию о температуре и давлении на поверхности планет Солнечной системы, а после начал интересоваться минералогией.
Несмотря на скептическое отношение к антисоветским программам, в шестом классе Непомнящий начал слушать западную музыку, отлавливая рок-группы и записывая их на катушечник. До увлечения гитарой он играл на фортепиано, однако не слишком успешно. До службы в армии песен не сочинял, ограничиваясь переигрыванием чужих.

### Музыкальная карьера

Александр Непомнящий выступает на концерте в клубе Перекресток. Город Москва, 1999 год

#### Раннее творчество и первое образование
В 1990 году выступил со своими песнями на КСП, после чего был приглашён на фестиваль «Оскольская Лира» в 1991 году, став её лауреатом и с тех пор был членом жюри.
Начиная с середины 1990-х годов является одной из знаковых фигур в российской контркультуре. Был членом Национал большевистской партии; Тема НБП и Лимонова иногда встречается в песнях Непомнящего.
Во время невыносимых условий жизни в общежитии Непомнящий начал писать свои первые песни. В 1993 году выпустил бутлег, который перезаписал и переоформил в 1995 году под другим названием.
Во время службы в армии Непомнящий начал читать произведения Достоевского, под влиянием которых в 1994 году в Москве записал свой первый альбом.
В 1995 году на указ Ельцина, в котором: «любое проявление национального самосознания было объявлено экстремизмом» Непомнящий записывает альбом «Экстремизм». В 1996 году выпускает грустный альбом про любовь.
В 1997 году окончил филологический факультет Ивановского государственного университета.

#### Сотрудничество с группой «Кранты».
В 1997 году совместно с группой «Кранты» записывает полуэлектрический альбом «Полюс» и в 1999 неофициальный «Цепная реакция».

#### Изучение философии и религии
Со временем Непомнящий разочаровывается в деятельности Национал-большевистской партии, взамен начинает больше увлекаться философией и религией. Под влиянием прочитанного, в 1999 записывает альбом «Земляника».
В 2000 году Непомнящий записывает альбом «Поражение» в «православно-апокалиптической» тематике. В нём почти полностью пропадают ранние темы девяностых, взамен приходит лирика автора без примесей «внешнего мира». Сам автор, считает что альбом «не консервативный, скорее, реакционный».

### Болезнь
С весны 2004 года Непомнящий страдал от глиобластомы — злокачественной опухоли головного мозга. Во многих городах проходили благотворительные акции, на которых собирались деньги на лечение, а сам Непомнящий сел на диету. Музыкант перенёс операцию в начале июня 2004 года после чего снова начал куда-то самостоятельно выезжать. К лету 2005 года Непомнящий стал иногда нарушать диету и прекратил лечение по иммунотерапии. Затем произошёл рецидив, после чего он вновь стал придерживаться диеты и ещё одну операцию ему сделали 16 октября 2005 года.

#### Смерть
Скончался в Иваново 20 апреля 2007 года на 40-м году жизни. Был отпет в храме города Ковров двумя священниками протоиереем Рысиным Максимом Александровичем (Биробиджан) и послушником Кривдой Дмитрием Игоревичем (Пятигорск), соборовавшими и причащавшими его перед смертью, — о. Димитрием Струевым (Липецк) и иереем-рокером о. Николаем Кокуриным (Дзержинск).
Похоронен на Троицко-Никольском кладбище в Коврове.

## Взгляды

Александр Непомнящий читает книгу Александра Дугина «Философия традиционализма»

### Политические убеждения
Взгляды Непомнящего говорят о нём как о разносторонней и противоречивой личности, весьма показательно это на примере 4 альбомов 1999—2000 годов: патриотически пафосная и вдохновенная «Цепная реакция» (совместная запись с группой «Кранты»), романтичная и одновременно жизненная «Земляника», покаянно-успокоенное «Поражение» и полное житейской злобы «Зерно» с поразительно небольшим временным промежутком пополняли дискографию.
Во многих интервью, политическую жизнь в России Непомнящий оценивал негативно, называя её лишь манипуляцией. Настоящими политиками считал Дугина и Лимонова.
В ранних работах Александра Непомнящего проявляются симпатии к левому движению. Статьи в газетах «Ровестник», «Завтра» и «Лимонка» иногда цитировали его. А в определённых песнях, главные враги система и истеблишмент.
Его песни 90-х годов стали гимнами леворадикальной молодёжи, содержат призывы к социальному переустройству, бунту против потребительства и буржуазных ценностей. Непомнящий был одним из участников «нового левого» движения Фиолетовый Интернационал
Считал Октябрьскую революцию платой «за попытку построить в России либеральный капитализм», который, по его мнению, не подходит российской цивилизации. Затем он предположил, что «и сейчас нам не избежать революции», добавив, что её идеи будут уже не марксистскими.
В интервью Непомнящий заявлял, что России грозит не «тоталитаризм», а скорее обыкновенный авторитаризм латиноамериканского пошиба. Причиной этого он назвал отсутствие идеи или идеологии, которая могла бы объединить народ.

### Религиозные взгляды
Несколько песен закатного периода стали манифестами православной молодёжи «нулевых», статья «Православие и рок-музыка» (которую сам автор, впрочем, не считал удачной) стала важным аргументом в дискуссии о возможности диалога между рок-музыкантами и Церковью. После воцерковления поэта часть текстов (например «Ветхозаветная» из альбома «Тёмная сторона любви», где для описания отношения Бога к человеку использовалась обсценная лексика) была удалена из доступных к прослушиванию с сайта поэта.
В ранних альбомах встречаются мотивы богооставленничества. Однако после воцерковления песни приобретают новый пафос - в поэзии утверждается любовь Бога к человеку, сила спасительной веры.
В интервью 2000 года Александр Непомнящий назвал себя православным. Он критиковал духовное огораживание от «ненашего» — то бишь другого видения мира, а также критиковал «фундаменталистов», которые борются с прогрессом и приемлемой, по его мнению, для религии рок-музыкой.
В своем личном блоге Непомнящий обвинял язычников в том, что они не видят смысла природы, в гармонии с которой стремятся жить. Под этим же постом ответил что без православия русские "исчезнут".
В одном из интервью в Казани Александра Непомнящего спросили об его отношении к исламу и католицизму. На счёт католиков он ответил:
Католиков — не вообще католиков, а их амбиции в России — я не люблю. Это часть нашей геополитической самоидентификации. Это то, с чем еще Александр Невский боролся.
Однако в этом же интервью про ислам Непомнящий отозвался более сдержано:
А ислам — составная часть евразийского пространства, к нему я хорошо отношусь, не принимая, конечно же, модернистских антитрадиционных форм, к примеру, ваххабизма.

### Отношение к наркотикам
В интервью непомнящий заявлял что категорически против наркотиков, считая их иллюзорной пародией на "дверцу в Иное". 
А янки-колонизаторы наркотики сюда тащат: скотом проще управлять - помните старую историю про индейцев и огненную воду?.. Просто они нас живых боятся.

## Личная жизнь
Женился на Ольге Непомнящей. Детей не было

## Оценки и критика
Лично знавший Непомнящего публицист левого толка Александр Тарасов писал о нём: 
Это уникальное явление. Десятки, если не сотни тысяч подростков (и не только подростков) по всей стране тащатся от песен, которые ни разу не транслировались ни по TV, ни по радио! Непомнящий — страшно талантлив. Подобно Башлачёву, он сочетает в своей музыке русскую национальную традицию с традицией западного рока. На одной акустической гитаре он лабает такие блюзы („Песня Юных Дружинников“), что куда там Би Би Кингу! Непомнящий — единственный из наших рокеров, кто исполняет подлинный, неупрощенный реггей — на стихи на русском языке.
Тарасов выделяет такие песни как «Убей Янки», «Все, Кто Любит Вавилон», «Конец Русского Рок-н-Ролла», отмечая в них наличие «классового чутья» и жёсткой сатиры на российский капитализм.
Однако к закатному творчеству барда тот же Тарасов уже отнёсся критически: «Непомнящий чем дальше, тем все больше занимается самоповторами и переписыванием себя раннего, агрессивно-бунтарского, в расслабленно-православном ключе». Отвечая на открытое письмо Непомнящего, Тарасов обвинил барда в «защите скинов» и сползании к фашизму.
Поэт Игорь Жуков, лично знавший Непомнящего писал о нём:
Я знаком со многими замечательными поэтами, и никто из них не был столь философски вербален, как Саша Непомнящий. Он всегда восхищал меня способностью за несколько минут изложить основные положения философии Генона, Элиаде или еще кого-нибудь.Жуков, Игорь Аркадьевич, 2009

## Память
В память о Непомнящем группа «Беловодье» написала песню «Уже навсегда».
Ему посвящена глава в «Книге мёртвых 2» лидера НБП Эдуарда Лимонова.
16 апреля 2012 года православный Телеканал «Союз» создал выпуск "Православный неформат. Судьба безымянная", в котором среди многих музыкантов также рассказали и об Александре Непомнящем.

## Дискография

### Номерные альбомы
- «Новые похождения А. И. Свидригайлова: 1968—1994», 1994 (Bull Terrier Records, 2019)
- «Под тонкой кожей» (сборник ранних песен), 1995
- «Экстремизм», 1995
- «Темная сторона любви», 1996
- «Полюс» (с участием группы «Кранты»), 1997
- «Земляника» (1 и 2 части), 1999 (Bull Terrier Records, 2019)
- «Поражение», 2000 (Выргород, 2010)
- «Зерно» (неофициальный), 2000
- «Зеленые холмы» (неофициальный), 2001
- «Хлеб Земной» (Взыскание погибших), 2003 (Выргород, 2015)
- «Я потом расскажу тебе, Родина…», 2003 (Выргород, 2022)

### Аудиозаписи
- «Разжигатели» (совместный концерт Непомнящего и Подорожного)
- «Квартирник с С. Калугиным у Radagast’a», 6 августа 2000
- «Концерт в Волгограде», 18 января 2002
- «Квартирник у Radagast’a», 2001
- «Квартирник у Radagast’a» (там где Саша поёт чужие песни), 1999
- «Ранние песни — сборник», 2002
- «Концерт в Музее Маяковского», 2003

### Трибьюты
- «Песни Александра Непомнящего "Tribute 1"», 2014 (Выргород)
- «Память Непомнящего», 2024 (Ionoff Music)

### Видеозаписи
- Санкт-Петербург. Клуб Орландина. 9 февраля 2003

### Интервью
- Интервью журналу «ФАНограф»
- Интервью на сайте «Наш неформат» Архивная копия от 27 сентября 2007 на Wayback Machine
- Интервью газете «Завтра»
- Интервью агентству «Росбалт-Юг»
- Интервью газете «Новости Оскола»
- Заявление об аресте Анны Петренко (недоступная ссылка)
- Интервью журналу «Иначе» Архивная копия от 4 августа 2007 на Wayback Machine
- Интервью «OpenSpace» 6 декабря 2003 года в Казани
- Интервью газете «Порог» Архивная копия на Wayback Machine
- Интервью «Атакующий Курс» №5 в Харькове июль 2002 год.
- Интервью «Конечно, постмодерн - зеркальный аттракцион» Архивная копия на Wayback Machine
- Интервью Евгению Веснину «АРТ-город». 2002, 29 января. Архивная копия на Wayback Machine

### О нём
- a_nepomnyashy — сообщество поклонников Александра Непомнящего
- ru_nepomn — сообщество памяти музыканта
- Некролог на сайте Вести. Ру, в «Новотеке»
- Стенограмма передачи на «Радио-Пик» Архивная копия от 20 мая 2007 на Wayback Machine
- Борис Усов. «Крест под гимнастёркой» Памяти Александра Непомнящего Архивная копия от 28 ноября 2014 на Wayback Machine // «Завтра», № 21 (705) от 23.05.2007
- Мария Махова: «На смерть друга»
- Александр Тарасов. Чёрная кошка на красном фоне Архивная копия от 1 октября 2007 на Wayback Machine // Октябрь, № 10, 1998 г.
- Тарасов А. Н. «Каждому по вере пить из теплой лужицы…» Письмо Александру Непомнящему Архивная копия от 23 сентября 2010 на Wayback Machine
- Анатолий Обыдёнкин. «Произвольная космонавтика. Время колокольчиков, version 2.0». Архивная копия от 29 марта 2012 на Wayback Machine Рязань: Край, 2006, 360 с.
- Анатолий Обыдёнкин. Поэт бронзового века // Новая газета — Рязань. 20 января 2004 г.
- Архивная копия от 27 апреля 2007 на Wayback Machine Статья М. Вербицкого об участии Непомнящего в конференции «Про-Контра».
- Сандалов Феликс. Формейшен. История одной сцены. — М. : Common place, 2016 — С. 576 — ISBN 978-99980-0010-0.
- Партизанская тема в творчестве Александра Непомнящего Архивная копия от 9 февраля 2025 на Wayback Machine
- Ник "Джан" СМИРНОВ газета Хранители Радуги #10, июль 1997.
- Александр Непомнящий как представитель русского построка
- Администрация города Коврова Владимирской области Ковровский историко-мемориальный музей. Рождественский сборник. Выпуск XXV. Материалы конференции «Провинциальный город в истории России». Посвящается музейному делу в провинции. Ковров 2023